# Beverston Castle

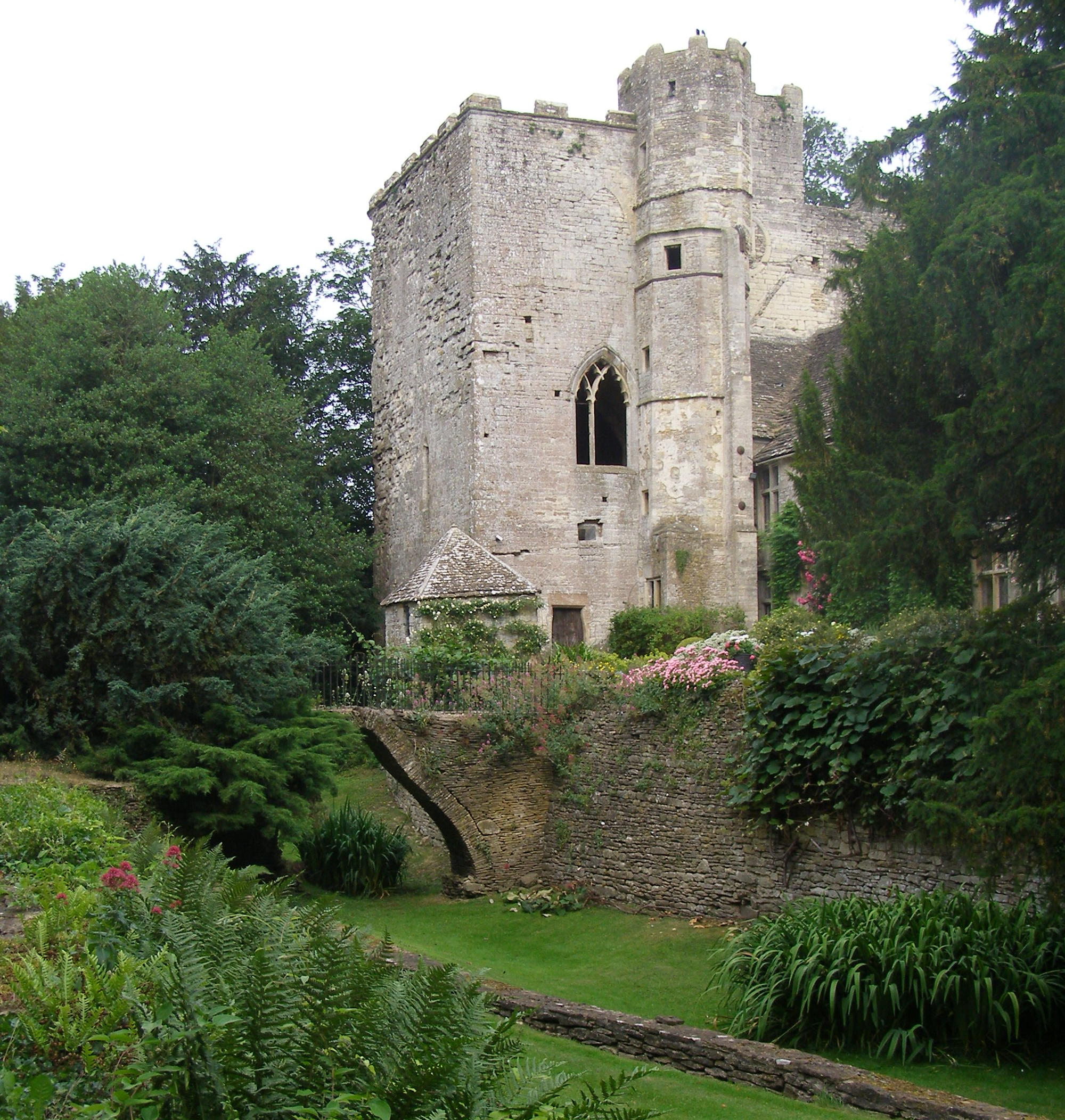
Südlicher Turm und westliche Gebäudeflucht von Beverston Castle

Beverston Castle, auch Beverstone Castle, ist eine Burgruine im Dorf Beverston, etwa 3 km westlich von Tetbury und etwa 2 km östlich von Calcot Manor in der englischen Grafschaft Gloucestershire. Sie liegt im Zentrum von Beverston, etwa 200 Meter nördlich der Durchgangsstraße A4135. Die Burg wurde auf Geheiß von Maurice de Gaunt 1229 gebaut. Der größte Teil der Burg war 2011 eine Ruine, aber ein Teil ist auch bewohnt und auf dem Gelände befindet sich ein schöner Garten.

## Beschreibung
Ursprünglich war die Burg fünfeckig, später, Anfang des 14. Jahrhunderts, wurden eine kleine, viereckige Festung und ein Torhaus mit zwei Türmen hinzugefügt. Die Burgruine liegt in den Cotswolds, einer ausgewiesenen Area of Outstanding Natural Beauty (AONB).

## Geschichte

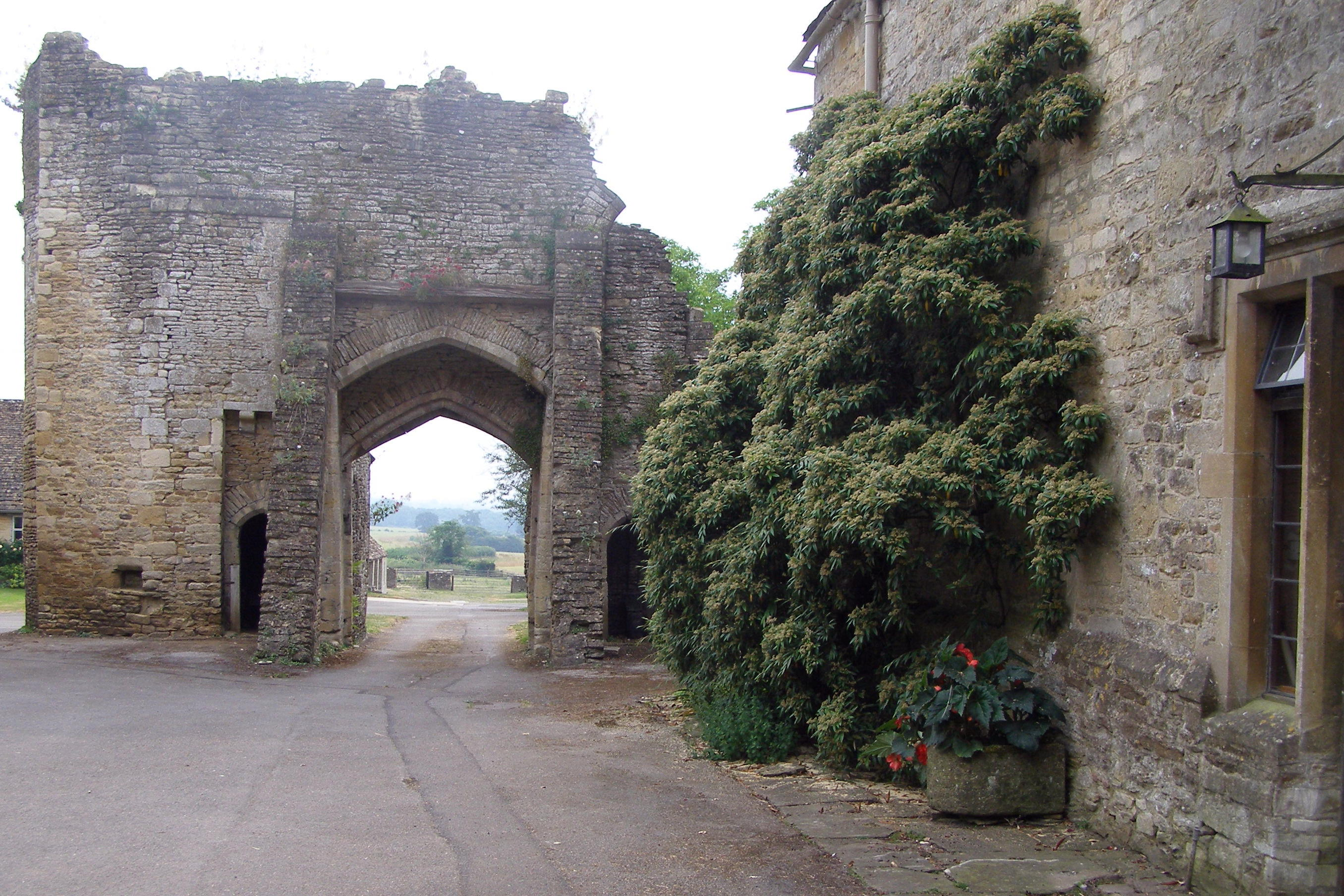
Das Torhaus von Beverston Castle von innen

Frühe römische Überreste hat man in der Nähe der Burg, in Calcot Manor, gefunden, was darauf hinweist, dass die Gegend mindestens seit dem 5. Jahrhundert n. Chr. bewohnt war, auch wenn es wahrscheinlich ist, dass auch in der frühen Eisenzeit bereits Leute hier lebten. Im Mittelalter wurde das Anwesen Beverstane oder Beverstone genannt. Ein weiterer, früher Name ist Bureston, nach der großen Zahl von blauen Steinen, die man hier findet.
In der Gegend fand um 1140 eine wichtige Schlacht zwischen den Armeen von König Stephan und Kaiserin Matilda statt. Maurice de Gaunt ließ die Burg etwas vor 1229 ohne königliche Erlaubnis bauen, erhielt aber dann eine Erlaubnis für die Befestigung (engl.: Licence to Crenellate). Diese frühe Burg war mit einem T-förmigen Graben befestigt. Teile davon kann man heute noch als teilweisen Burggraben an der Südseite der Burgruine sehen. Anfang des 14. Jahrhunderts ließ Thomas Lord Berkeley, der Reiche, (1293–1361) die Burg durch Hinzufügen einer kleinen, rechteckigen Festung und eines zweitürmigen Torhauses umbauen. Ein kleinerer Turm mit quadratischem Grundriss wurde Ende des 15. Jahrhunderts hinzugefügt.
Im 16. Jahrhundert gehörte Beverston Castle Sir Michael Hicks. Er vererbte es an seinen Sohn, Sir William Hicks, 1. Baronet (of Beverston). Das Anwesen verblieb in der Familie Hicks bis mindestens Anfang des 19. Jahrhunderts. In Folge des englischen Bürgerkrieges Mitte des 17. Jahrhunderts wurde Beverston Castle zerstört. Die Truppen der Parlamentaristen griffen die Burg zweimal im Laufe des Krieges an, aber der größte Schlag wird wohl der Befehl des Parlamentes gewesen sein, nach dem Krieg die Verteidigungswerke der Burg abzureißen. Der westliche und der südliche Gebäudekomplex sind zusammen mit Torhaus und einem der ursprünglichen D-förmigen Türme bis heute erhalten.

## Architektur
Der ausgedehnte westliche Gebäudekomplex von Beverston Castle ist an seinen Enden von Türmen mit quadratischem Grundriss flankiert und er enthält einen Solar (Speisesaal für die Familie) über einem gewölbten Untergeschoss. Die fünfeckige Burg aus Mauerziegeln besitzt noch zwei – heute ruinierte – Rundtürme aus dem 13. Jahrhundert, die De Gaunt erbauen ließ. Der verkleidete, bläuliche Kalkstein scheint aus demselben Steinbruch zu stammen, wie der beim nahegelegenen Calcot Manor verwendete. Das zweistöckige Tourhaus mit einem D-förmigen Turm wurde auf Geheiß von Lord Berkeley etwa 1350–1360 hinzugefügt. Der Eingangsbogen zu diesem Torhaus, der noch 2006 vollkommen intakt war, war wohl ursprünglich mit einem riesigen Fallgatter versehen. Über dem Tordurchgang befand sich im Obergeschoss ein ziemlich großes Schlafgemach. Der verfallene Nordwestturm mit quadratischem Grundriss stammt aus dem 14. Jahrhundert (von Lord Berkeley in Auftrag gegeben) und wurde Ende des 15. Jahrhunderts umgebaut.
Der südliche Wohngebäudetrakt, der 2006 noch bewohnt war, wurde für die Familie Hicks Anfang des 17. Jahrhunderts errichtet und zeigt eine Periode wachsender Sicherheit für große Herrenhäuser an. An dessen Stelle stand ursprünglich ein mittelalterlicher Rittersaal, entweder aus der Zeit der De Gaunts oder der der Berkeleys. 1691 beschädigte ein Brand den südlichen Gebäudetrakt, aber er wurde bald danach restauriert.

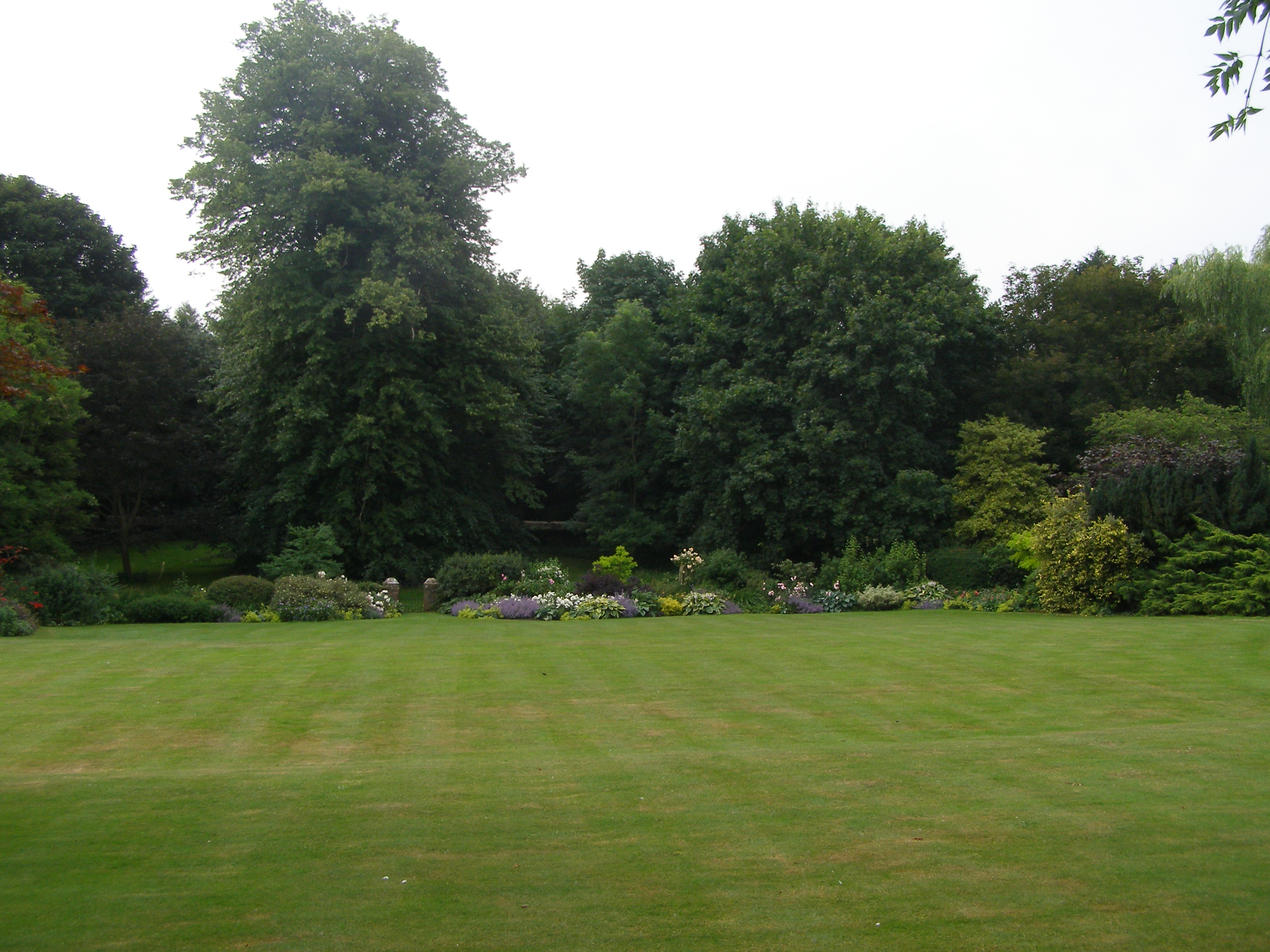
Garten von Beverston Castle, Blick nach Süden.

## Heute
Im Jahre 2006 befand sich Beverston Castle in privater Hand. Der alte Burggraben ist Teil des ausgedehnten und gut gepflegten Gartens. Die Gärten sind für ihre Orchideen bekannt. Von Süden aus ist die Burgruine über eine Brücke, die sich über die Reste des Burggrabens spannt, erreichbar. Die Zufahrt für Autos führt von Norden her durch den Bogen des alten Torhauses.